# Figa Flawas
 (mars 2024).
La mise en forme du texte ne suit pas les recommandations de Wikipédia : il faut le « wikifier ».
Les points d'amélioration suivants sont les cas les plus fréquents. Le détail des points à revoir est peut-être précisé sur la page de discussion.
- Les titres sont pré-formatés par le logiciel. Ils ne sont ni en capitales, ni en gras.
- Le texte ne doit pas être écrit en capitales (les noms de famille non plus), ni en gras, ni en italique, ni en « petit »…
- Le gras n'est utilisé que pour surligner le titre de l'article dans l'introduction, une seule fois.
- L'italique est rarement utilisé : mots en langue étrangère, titres d'œuvres, noms de bateaux, etc.
- Les citations ne sont pas en italique mais en corps de texte normal. Elles sont entourées par des guillemets français : « et ».
- Les listes à puces sont à éviter, des paragraphes rédigés étant largement préférés. Les tableaux sont à réserver à la présentation de données structurées (résultats, etc.).
- Les appels de note de bas de page (petits chiffres en exposant, introduits par l'outil «  Source ») sont à placer entre la fin de phrase et le point final[comme ça].
- Les liens internes (vers d'autres articles de Wikipédia) sont à choisir avec parcimonie. Créez des liens vers des articles approfondissant le sujet. Les termes génériques sans rapport avec le sujet sont à éviter, ainsi que les répétitions de liens vers un même terme.
- Les liens externes sont à placer uniquement dans une section « Liens externes », à la fin de l'article. Ces liens sont à choisir avec parcimonie suivant les règles définies. Si un lien sert de source à l'article, son insertion dans le texte est à faire par les notes de bas de page.
- La présentation des références doit suivre les conventions bibliographiques. Il est recommandé d'utiliser les modèles {{Ouvrage}}, {{Chapitre}}, {{Article}}, {{Lien web}} et/ou {{Bibliographie}}. Le mode d'édition visuel peut mettre en forme automatiquement les références.
- Insérer une infobox (cadre d'informations à droite) n'est pas obligatoire pour parachever la mise en page.

Pour une aide détaillée, merci de consulter Aide:Wikification.
Si vous pensez que ces points ont été résolus, vous pouvez retirer ce bandeau et améliorer la mise en forme d'un autre article.
Figa Flawas est un groupe de musique catalan se produisant en langue catalane et originaire de Valls, fondé à l'été 2020. Il combine essentiellement la pop avec des influences de genres urbains et latins comme le reggaeton, la bachata ou le RnB contemporain.
Formé au début des années 2020 par Pep Velasco (né en 1998) et Xavier Cartanyà (né en 1997), qui se sont rencontrés au lycée, le groupe s'impose comme l'un des groupes émergents avec le plus de projection sur la scène musicale urbaine catalane, ce qui leur vaut le prix Sona9 2022. Le groupe est parfois critiqué pour son utilisation du castillan pour réaliser des rimes et des paroles de ses chansons,.

## Parcours musical
À l'été 2020, ils publient leur premier single sur YouTube intitulé 100graus, axé sur le reggaeton en catalan et des paroles estivales. Ils débutent sur scène à la Festa Major de Valls en 2021, où ils partagent l'affiche avec des groupes comme Zoo, La Pegatina et Stay Homas, entre autres. À l'occasion du début de la campagne de recrutement de bénévoles pour les Fêtes Décennales de Valls 2021+1, ils présentent la chanson intitulée De deu en deu.

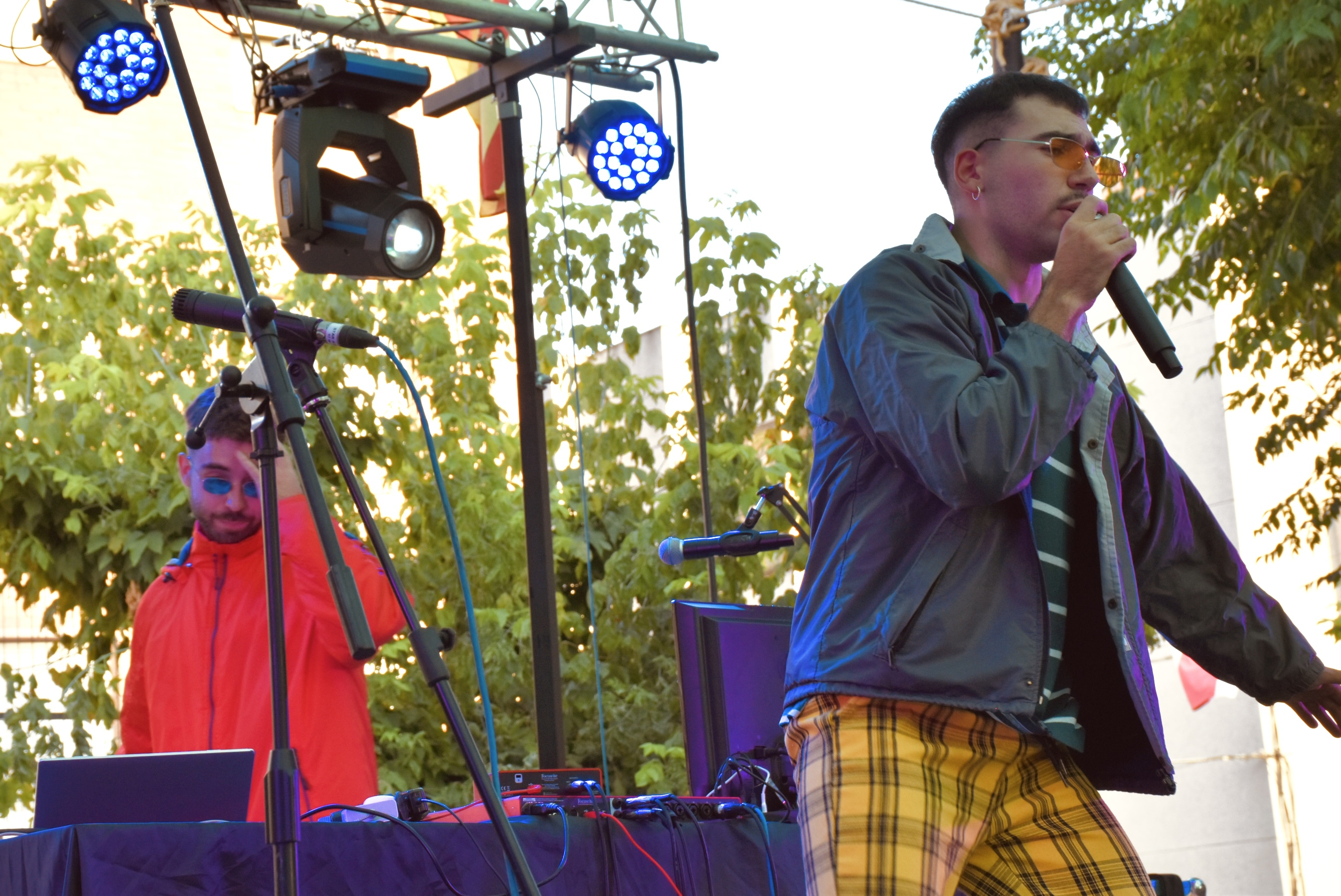
Premier concert de Figa Flawas.

Le 13 mai 2022, ils sortent leur premier album, intitulé Joves tendres, et, quelques mois plus tard, les singles Que no s'acabi, Secr3t (avec Julieta) et M'equivocava. À la fin de la même année, compte tenu de leur croissance musicale et de leur impact juvénile, ils reçoivent le prix Sona9 de la revue Enderrock qui les consacre meilleur groupe catalan de l'année 2022.
En 2023, ils publient Mussegu, qui atteint les quatre millions d'écoutes sur Spotify la même année, et en comptent 5,7 millions en mars 2024. Cette année-là, ils créent également le corrido mexicain Aurora et Xtraterrestres (na de na). Au total, ils programment environ soixante-dix concerts.

## Discographie
Depuis sa création, le groupe a publié un album auto-édité (Joves tendres), un EP et une vingtaine de singles sur des plateformes musicales qui incluent des collaborations avec d'autres artistes catalans, notamment Julieta. En 2023, ils signent avec le label Halley Records, avec lequel ils sortent leurs prochains singles et le seul EP qu'ils ont sorti jusqu'à présent. En référence au plat traditionnel catalan, leur deuxième album s'intitule La calçotada.

### Singles
- 2020 : 100 graus (auto-publié)
- 2020 : Ho fem fàcil (auto-publié)
- 2020 : Trineu (auto-publié)
- 2021 : La tabarra (auto-publié)
- 2021 : 100 graus (remix avec Lluc, Sexenni, Yung Rajola, Rito SKR et Noxtorn) (auto-publié)
- 2021 : De deu en deu
- 2021 : (Decennals 2021+1) (auto-publié)
- 2022 : Osset de peluix (auto-publié et inclus dans l'album Joves tendres)
- 2022 : Em flipa avec Pelat i Pelut
- 2022 : Xuculatina (auto-publié et inclus dans l'album Joves tendres)
- 2022 : Sort de la mama (auto-édité et inclus dans l'album Joves tendres)
- 2022 : Xuculatina (remix) avec Julieta et The Tyets (auto-publié)
- 2022 : Que no s'acabi (auto-publié)
- 2022 : Secr3t avec Julieta (enregistrements Music Bus)
- 2022 : M'equivocava (auto-publié)
- 2023 : Musegu (inclus dans l'EP Recent t'arriba la invitació per…)
- 2023 : Musegu (Speed Up)
- 2023 : Diabla  avec Mushkaa (inclus dans l'EP Recent t'arriba la invitació per…)
- 2023 : Xalalà avec Lluís Gavaldà (inclus dans l'EP Recent t'arriba la invitació per…)
- 2023 : Aurora (inclus dans l'EP Recent t'arriba la invitació per…
- 2023 : Xtraterrestres (na de na)[14] (inclus dans l'EP Recent t'arriba la invitació per…)
- 2023 : Jenifer avec Els Catarres
- 2024 : 4 kissus
- 2024 : Toca avec Oques Grasses
- 2024 : La Marina sta morena